# Oh, nous sommes très amoureux
Oh, nous sommes très amoureux is een single van Sandra en Andres. In het lied wordt zowel Frans als Engels gezongen. De titel sloeg niet op de onderlinge verhouding tussen Sandra Reemer en Dries Holten. Het was de laatste single van dit duo. Dries Holten wilde verder met Rosy Pereira, maar dat duo was minder succesvol dan zijn samenwerking met Sandra Reemer.
De single was weinig succesvol in Nederland. Men gokte evenwel op een succesje in Duitsland door een Duitse versie uit te brengen onder de titel So geht das jede Nacht, met B-kant Lady Lalou (geen Duitse versie van de B-kant van de originele single).
Ook het schrijversduo Holten en Hans van Hemert viel uit elkaar. Normaliter werden de hits door hun samen geschreven. Voor deze single schreef Holten in zijn eentje de A-kant en Hans van Hemert de B-kant. Ook werd Hans van Hemert niet meer ingeschakeld als muziekproducent. Van Hemert zou wel verdergaan met de herstart van Reemers solocarrière.

## Hitnotering
Oh, nous sommes très amoureux haalde net aan de Nederlandse top 40

### Nederlandse Top 40
| Positie: | 28 | 31 | uit |

Sandra Reemer

Al di là · Stille nacht, heilige nacht · 'k Zweef aan m'n ballonnetje · Gloria, gloria · Sluimer zacht · Singapura · Hoe leit dit kindeke · Mijn gitaar · Kopi susu · Als jij maar wacht · Een bos rozen · Heimwee · Mijn concert · Teddy song · Jij vergeet · Since you have gone · (I've got) A love like a rainbow · Simon Zealotes · Love me, honey · The party's over · Trust in me · This is your heartbeat · How little we know · Colorado · Nothing's gonna change · It hurts to be in love · America here I come · Indonesia · Get it on · Rien ne va plus · Fly like an angel · Gold · All out of love · Sleep with me tonight · Laughter in the rain · Goodnight, sweetheart, goodnight · Smoke gets in your eyes · La colegiala · For your love · He was the one · Love is cruel · Domenica · The last goodbye · Mensen zoals jij · Kom naar me toe · Alles wat ik wil · Een boom voor het leven · De mooiste droom is vogelvrij
Sandra en Andres

Storybook children · Somethin' in my heart · For the first time in my life · Reach for the moon · Let us pray together · Love is all around · Those words · Que je t'aime · Mary Madonna · Als het om de liefde gaat · Mama mia · Auntie · Aime-moi · Dzjing boem! · True love · You believed · Oh, nous sommes très amoureux
Dutch Divas

Work that body · From New York to L.A.